# Не Джордж Вашингтон
«Не Джордж Вашингтон» (англ. Not George Washington) — автобиографический роман Пэлема Гренвила Вудхауза, написанный им в соавторстве с Гербертом Уэстбруком и напечатанный в 1907 году лондонским издательством Cassel and Co. Книга в юмористическом ключе повествует о первых шагах Вудхауса (которого представляет здесь персонаж по имени Джеймс Орлебар Клойстер) в журналистике и литературе. Повествование романа ведется поочередно от лица его главных героев: Джеймса, Маргарет, Хаттена, Прайса и Джулиана.

## Сюжет
Джеймс Орлебар Клойстер, влюбленный в Маргарет, отправляется в Лондон, чтобы здесь обрести финансовую независимость и получить возможность жениться. Осознав свою несостоятельность в роли тренера по боксу в детском клубе (всех его питомцев, обученных «по правилам» побивает случайно забредший сюда Том Блэйк), он — во многом благодаря новому приятелю, флегматичному Джулиану Эверсли, — находит для себя литературное поприще и начинает плодотворную деятельность сразу в нескольких жанрах.
Постепенно Джеймс понимает, что общество литературной богемы для него интереснее предстоящей семейной жизни. Постепенно мысль о браке уступает другой — как бы скрыть от Маргарет тот факт, что он превратился в преуспевающего литератора, печатающегося во многих изданиях. Тем временем Маргарет, которая глубоко сочувствует жениху и страдает от одиночества, посещает вдохновение: она пишет комедию «Девушка, которая ждала» и решает отослать рукопись в Лондон бедствующему (как она полагает) Джеймсу, чтобы тот опубликовал её под собственным именем и добился долгожданного признания.
…Джулиан Эверсли (с которым Джеймс на двоих снимает квартиру) предлагает другу «систему»: чтобы Маргарет не прослышала о его лондонских успехах, все свои произведения он будет теперь публиковать под разными именами, для пущей убедительности приглашая разносить по издательствам эти произведения реальных людей. Так «призрачными» авторами-разносчиками становятся трое его знакомых: Хаттон, Прайс и Том Блэйк.
Случается так, что Джеймс наносит визит семейству Гантон-Крессвелл и знакомится с очаровательной, но легкомысленной Эвой, в которую, как выясняется, безнадежно влюблён Джулиан. Джеймс влюбляется в Эву, делает ей предложение и — получает согласие. Возвращаясь домой, он узнает, что днём к нему заезжала Маргарет, которую Джулиан по-дружески спровадил. Пользуясь удобной возможностью, Джеймс обвиняет Джулиана в неискренности (в том, что на самом деле он в его отсутствие заигрывал с Маргарет — как выясняется позже, подозрение не было совсем уж беспочвенным) и объявляет ему о помолвке. Друзья ссорятся: Джулиан съезжает с квартиры, начиная тихо ненавидеть и Джеймса и Эву.
Тем временем «призрачные авторы» — Хаттен, Прайс и Блэйк — случайно оказываются вместе и узнают, что пользуются одним и тем же источником основного дохода: 10% от суммы гонораров, что выплачивает им Джеймс. Они решают, что самое время потребовать увеличения ставки за услугу и направляются к Джеймсу требовать пересмотра условий соглашения. Тот, готовясь к свадьбе, объявляет, что они пришли вовремя: он как раз собирался со всеми тремя расторгнуть контракт. Участники псевдолитературного трио уходят в глубокой печали. Каждый из них тут же понимает, однако, что не может существовать без денег, которые выплачивал ему Джеймс, а главное, без литературной репутации, которую они чужим трудом заработали. Все трое обнаруживают в себе литературные способности, принимаются писать «под Джеймса Орлебара Клойстера» и — поскольку уже начитались его произведений — делают это успешно.
В один прекрасный день Джулиан (от миссис Гантон-Крессвелл) узнает, что свадьба Эвы и Джеймса откладывается на неопределенный срок. Являясь к Джеймсу, он узнает, что тот вытеснен «с рынка»: успехом пользуются произведения Прайса, Хаттена и Блэйка, его же имя издатели успели забыть. Под давлением Джулиана обнищавший Джеймс пишет письмо Эве с признанием, что не может жениться из-за финансовых проблем и просит отложить свадьбу. Очень скоро Джулиан (теперь финансово состоятельный человек) получает от Эвы приглашение на танцевальный вечер. Тут его прежние чувства к давней возлюбленной пробуждаются, он делает ей предложение и — получает согласие («Эву конечно же не интересуют мои деньги… она сама так сказала»).
В тот самый момент, когда Джеймс теряет последнюю работу на литературном рынке, к нему и приходит посылка от Маргарет. В ней — комедия «Девушка, которая ждала». Отметая одно за другим моральные возражения (против того, чтобы присвоить себе авторство, как того и требует Маргарет), Джеймс прочитывает рукопись, и понимает, что эта квинтэссенция банальностей — именно то, что будет иметь успех у лондонской публики. С ним соглашается приятель, актёр и постановщик Бриггс (не устающий удивляться: «Как тебе могла прийти в голову такая чушь?»). Уже через неделю премьера пьесы проходит с огромным успехом; приглашенные на неё (и надеявшиеся увидеть провал) Эва и Джулиан уходят посрамлённые, уже после первого акта… Уезжая к Маргарет, Джеймс осознает, что все его прежние чувства к невесте вернулись. И что девушка, которая смогла написать полнейшую чепуху и таким образом точно угадать, что может иметь успех у лондонских театралов, — как раз тот человек, с которым он готов связать свою жизнь.

## Главные действующие лица
- Маргарет Гудвин — невеста Клойстера
- Джеймс Орлебар Клойстер — начинающий журналист, отправляющийся из провинции в Лондон на поиск заработков в надежде обрести финансовую независимость и обеспечить себе возможность жениться на Маргарет.
- Эва Гантон-Крессвелл — дочь общей знакомой Джеймса и Маргарет, в которую безнадежно влюблен Джулиан.
- Чарльз Фермин — автор колонки в The Orb
- Стэнли Бриггс — актёр и менеджер, мастер музыкальной комедии. Ему и предлагает Джеймс комедию «Девушка, которая ждала», в действительности написанную Маргарет
- Джулиан Эверсли — друг Клойстера, работающий в рекламном жанре.
- Малим — приятель Джеймса, занимающий солидную должность в Министерстве иностранных дел
- Кит Малим — жена Малима, эффектная девушка из «низших слоев», сестра Тома Блэйка
- Том Блэйк — брат Кит Малим, шкипер баржи, вечнопьяный скандалист. Становится одним из трех подставных лиц, с помощью которых Клойстер начинает распространять по издательствам свою обильную продукцию.
- Преподобный Джон Хаттер — руководитель клуба мальчиков в Ламбете; один из трех подставных лиц, печатающих под своим именем произведения Клойстера.
- Сидни Прайс — работник страховой компании, третий участник «призрачного» трио.
- Ада Блэйк — жена Тома
- Миссис Эверсли — мать Эвы